# المحروسة (قنا)
قرية المحروسة هي إحدى القرى التابعة لمركز قنا في محافظة قنا في جمهورية مصر العربية. حسب إحصاءات سنة 2006، بلغ إجمالي السكان في المحروسة 32345 نسمة، منهم 15220 رجل و17125 امرأة، ومن أعلامها الممثل أحمد بدير.